# Poilly-sur-Serein
Poilly-sur-Serein ist eine französische Gemeinde mit 243 Einwohnern (Stand 1. Januar 2022) im Département Yonne in der Region Bourgogne-Franche-Comté (vor 2016 Bourgogne) im Osten Frankreichs. Die Gemeinde gehört zum Arrondissement Auxerre (bis 2017 Avallon) und zum Kanton Chablis (bis 2015 Noyers). 

## Geografie
Poilly-sur-Serein liegt etwa 23 Kilometer ostsüdöstlich von Auxerre an der Serein. Umgeben wird Poilly-sur-Serein von den Nachbargemeinden Chemilly-sur-Serein im Norden und Westen, Béru im Norden, Viviers und Yrouerre im Nordosten, Sainte-Vertu im Osten und Südosten, Aigremont im Süden sowie Lichères-près-Aigremont im Südwesten. 
Die Gemeinde liegt im Weinbaugebiet Bourgogne. 

## Bevölkerungsentwicklung
| Jahr                      | 1962 | 1968 | 1975 | 1982 | 1990 | 1999 | 2006 | 2013 | 2020 |
| ------------------------- | ---- | ---- | ---- | ---- | ---- | ---- | ---- | ---- | ---- |
| Einwohner                 | 322  | 248  | 232  | 259  | 235  | 260  | 264  | 284  | 247  |
| Quelle: Cassini und INSEE |      |      |      |      |      |      |      |      |      |

## Sehenswürdigkeiten

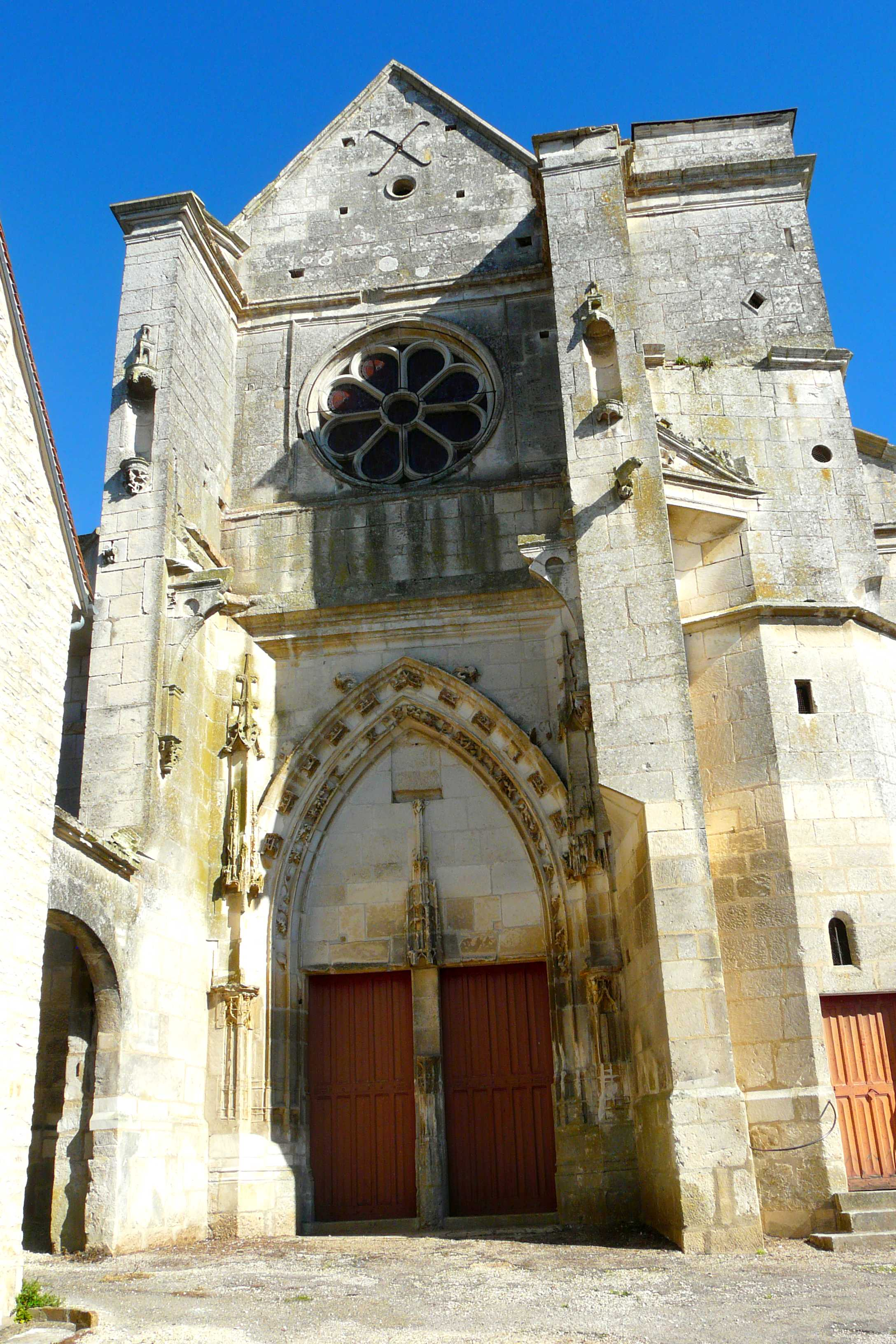
Kirche Saint-Aignan

- Kirche Saint-Aignan aus dem 16. Jahrhundert, seit 1910 Monument historique
- Taubenturm aus dem 17. Jahrhundert